# Club Deportivo Sport Loreto
El Sport Loreto fue una institución deportiva con sede en la ciudad de Pucallpa, Perú. Fue fundada en 1939 y luego de campeonar en la Copa Perú 2014, participó por primera vez en su historia en la Primera División durante la temporada 2015 pero descendió a Segunda División donde jugó el 2016. El año 2019 descendió de Segunda a Copa Perú.
El fútbol es su disciplina más destacada, aunque también desarrolla otras disciplinas deportivas, entre ellas destaca su equipo de Voleibol que participó en la Liga Nacional Superior de Voleibol, otra actividad practicada en el club es el baloncesto. Juega sus partidos de local en el Estadio Aliardo Soria.
El club tiene como su eterno rival al Deportivo Bancos, a este tradicional encuentro se le conoce como el Clásico Pucallpino.

## Historia

### Fundación
El club fue fundado en la ciudad de Pucallpa el 3 de septiembre de 1939 por un grupo de jóvenes de la calle Atahualpa. Su primer presidente fue Visitación Ríos y el primer local fue en su vivienda ubicada en la intersección de las calles Atahualpa y Raimondi.

### Campañas en la Copa Perú
En la Copa Perú 2006 llegó hasta la Etapa Regional. En esta fase fue eliminado tras finalizar en cuarto lugar de la Región III, donde compartió grupo con Colegio Nacional de Iquitos, Deportivo Hospital y C.D. San Pablo.
En 2013 llegó a la etapa departamental como subcampeón de la provincia de Coronel Portillo. Había sido vencido por su clásico rival Deportivo Bancos, pese de ello clasificó a esta etapa y fue campeón, eliminando a Deportivo Hospital. En la final de la etapa departamental venció en el Clásico Pucallpino a Deportivo Bancos por 1-0. En la etapa regional, una vez más fue superior a su clásico rival, CNI F. C. y Bolívar F. C. y fue líder junto a CNI F. C. En la etapa nacional, en los octavos de final, enfrentó a AIPSA de Paramonga y, pese a perder en la ida por 2-0, lo vapuleó en la vuelta por 8-1. En los cuartos de final enfrentó a Unión Huaral y quedó eliminado.

### Campeón de Copa Perú y ascenso a Primera División
En el partido de ida jugado en Pucallpa el 15 de diciembre de 2014 derrotó 4-1 a Unión Fuerza Minera. En la vuelta, en Juliaca, cayó 1-0 y así logró el título de la Copa Perú 2014. Pasaron 17 años para que un equipo de Pucallpa vuelva a la Primera División del Perú.
|                                      |
| Etapa provincial de Coronel Portillo |

| 08-06-2014                                | Aliardo Soria         | Pucallpa | Sport Loreto         | 13-0 | San Francisco (Manantay)          |
| 14-06-2014                                | Aliardo Soria         | Pucallpa | San Francisco        | 0-21 | Sport Loreto                      |
| Etapa Departamental de Ucayali            |                       |          |                      |      |                                   |
| 10-08-2014                                | Municipal de Aguaytía | Aguaytía | Asociación Cocaleros | 0-2  | Sport Loreto                      |
| 17-08-2014                                | Aliardo Soria         | Pucallpa | Sport Loreto         | 4-1  | Asociación Cocaleros (Padre Abad) |
| 20-08-2014                                | Aliardo Soria         | Pucallpa | Sport Loreto         | 5-1  | Puerto Victoria (Puerto Inca)     |
| 24-08-2014                                | Aliardo Soria         | Pucallpa | Sport Loreto         | 5-1  | Deportivo Hospital (Atalaya)      |
| 27-08-2014                                | Aliardo Soria         | Pucallpa | Sport Loreto         | 4-1  | Deportivo Otorongo (Padre Abad)   |
| 03-09-2014                                | Aliardo Soria         | Pucallpa | Sport Loreto         | 2-1  | Santa Rosa (Pucallpa)             |
| Etapa Regional: Región III                |                       |          |                      |      |                                   |
| 21-09-2014                                | Aliardo Soria         | Pucallpa | Sport Loreto         | 4-1  | Santa Rosa                        |
| 27-09-2014                                | Aliardo Soria         | Pucallpa | Sport Loreto         | 3-0  | CNI                               |
| 12-10-2014                                | Aliardo Soria         | Pucallpa | Sport Loreto         | 0-0  | San Francisco                     |
| 15-10-2014                                | Aliardo Soria         | Pucallpa | Santa Rosa           | 1-1  | Sport Loreto                      |
| 18-10-2014                                | Max Augustín          | Iquitos  | San Francisco        | 0-1  | Sport Loreto                      |
| 22-10-2014                                | Max Augustín          | Iquitos  | CNI                  | 2-0  | Sport Loreto                      |
| Etapa Nacional: octavos de final          |                       |          |                      |      |                                   |
| 02-11-2014                                | Aliardo Soria         | Pucallpa | Sport Loreto         | 3-0  | Juventud América                  |
| 09-11-2014                                | Oscar Ramos Cabieses  | Imperial | Juventud América     | 0-0  | Sport Loreto                      |
| Etapa Nacional: Cuartos de final          |                       |          |                      |      |                                   |
| 16-11-2014                                | Rómulo Shaw           | Chancay  | Aurora Chancayllo    | 1-1  | Sport Loreto                      |
| 23-11-2014                                | Aliardo Soria         | Pucallpa | Sport Loreto         | 0-0  | Aurora Chancayllo                 |
| Etapa Nacional: Semifinal                 |                       |          |                      |      |                                   |
| 30-11-2014                                | Sesquicentenario      | Sechura  | Defensor La Bocana   | 5-1  | Sport Loreto                      |
| 07-12-2014                                | Aliardo Soria         | Pucallpa | Sport Loreto         | 6-1  | Defensor La Bocana                |
| Gran Finalísima                           |                       |          |                      |      |                                   |
| 15-12-2014                                | Aliardo Soria         | Pucallpa | Sport Loreto         | 4-1  | Unión Fuerza Minera               |
| 21-12-2014                                | Guillermo Briceño     | Juliaca  | Unión Fuerza Minera  | 1-0  | Sport Loreto                      |
| Sport Loreto Campeón de la Copa Perú 2014 |                       |          |                      |      |                                   |

### En Primera División (2015)
Arrancó la era profesional ante Unión Comercio por la Fecha 1 del Torneo del Inca 2015, con derrota 4-2. Su primer triunfo en la división de oro fue ante Ayacucho F.C. con el marcador de 4-1. Descendió en la última fecha del Campeonato Descentralizado 2015 tras perder con Unión Comercio por 5-2.

### En Segunda División (2016 - 2019)
Su primera participación en Segunda División sería el 2016, su debut sería ante Alfredo Salinas, duelo que quedaría empatado 0-0, su participación a final del torneo quedaría 10º en la tabla de posiciones, sin resaltar algo importante, en 2017 a pesar de haber empezando mejor el torneo con una victoria 3-0 ante Serrato Pacasmayo, quedaría finalmente ubicado en la misma posición del año anterior en la tabla de posiciones, el 2018 con un nuevo formato de clasificación tendría que mantenerse entre los 8 primeros para poder clasificar a una ronda eliminatoria, sin embargo su campaña fue pobre, comenzando el campeonato perdiendo ante Deportivo Hualgayoc por 4-1 y más tarde recibir una goleada ante Juan Aurich quedando 2-7 finalmente salvándose de perder la categoría en la última fecha, quedando finalmente 13.º en la tabla de posiciones.
El 2019 participaría en la renovada Liga 2, torneo donde empezaría con una derrota por 0-1 ante el recién ascendido Santos F.C., más tarde llega a ubicarse en zona de descenso hasta la fecha 10 donde el Sport Victoria sería descalificado y dándole más posibilidades de salir del descenso, al terminar la primera rueda se ubicaría 10.º  por otro lado su campaña en la Copa Bicentenario (2019) sería diferente tras emparejado con Alianza Universidad y Unión Comercio donde lograría clasificar a octavos donde sería eliminado por Sport Huancayo por 0-4 siendo aceptable su participación, el volver a la Segunda Rueda no obtuvo los resultados necesarios y dependiendo de Cultural Santa Rosa, finalmente esto no se lograría tras caer 0-2 ante Cienciano acabando con sus 4 años en Segunda División.
Luego de la cancelación de la Copa Perú en 2020, no participó de la edición 2021 y desde entonces se encuentra inactivo en torneos oficiales.

## Uniforme
- Uniforme titular: Camiseta blanca con franjas verticales rojas, pantalón rojo, medias blancas.
- Uniforme alternativo: Camiseta amarilla, pantalón amarillo, medias rojas.

| Titular | Alternativo |  |

### Evolución del uniforme

#### Titular
|  | Inicios | 2011-2012 | 2013 | 2014 | 2015 - inicial | 2015 - final | 2016 | 2017 | 2018 | 2019 |

#### Alternativo
| 2013 | 2014 | 2015 - inicial | 2015 - final | 2016 | 2017 | 2018 | 2019 |

### Indumentaria y patrocinador
| Periodo   | Proveedor |
| --------- | --------- |
| 2013-2015 | Chura     |
| 2015-2016 |           |
| 2017      | Crack     |
| 2018      | Habitez   |
| 2019      | Yakare    |

| Periodo   | Patrocinador                |
| --------- | --------------------------- |
| 2013-2014 | SOCOPUR                     |
| 2015-2016 | Comeco                      |
| 2017      | Petróleos de la Selva       |
| 2018      | Grupo Uranio                |
| 2019      | Instituto Fibonacci REGEPSA |

## Rivalidades
El club tiene como rivales principales al Deportivo Bancos y Deportivo Pucallpa con los que disputa los Clásicos del Fútbol Pucallpino.

## Estadio
El Estadio Aliardo Soria Pérez (conocido como el Estadio Oficial de Pucallpa) se ubica en la ciudad de Pucallpa, Departamento de Ucayali. Es propiedad del Instituto Peruano del Deporte. En él, juega los partidos de local el Sport Loreto, el Deportivo Pucallpa, Deportivo Bancos.
En abril de 2010 empezaron las obras de ampliación y techado del recinto, lo cual aumentó su aforo a 25.000 espectadores según el Gobierno Regional de Ucayali. Además cuenta con césped sintético y está siendo remodelando para contar con pista atlética.

## Sede
El club cuenta con su local propio ubicado en el jirón Atahualpa N.º 400 en la ciudad de Pucallpa.

## Datos del club
- Fundación: 3 de septiembre de 1939 (78 años)
- Temporadas en Primera División: 1 (2015)
- Temporadas en Segunda División: 4 (2016 - 2019).
- Mayor goleada conseguida
  - En campeonatos nacionales de local: Sport Loreto 8:1 Aipsa FBC (6 de noviembre del 2013).
  - En campeonatos nacionales de visita: Serrato Pacasmayo 1:4 Sport Loreto (19 de agosto de 2018).
- Mayor goleada recibida:
  - En campeonatos nacionales de local: Sport Loreto 2:7 Juan Aurich (15 de julio de 2018).
  - En campeonatos nacionales de visita: Cienciano 5:0 Sport Loreto (10 de junio de 2018), Unión Huaral 5:0 Sport Loreto (8 de julio de 2018).
- Mejor puesto en Primera División: 16.º
- Peor puesto en Primera División: 16.º
- Mejor puesto en Segunda División: 10.º
- Peor puesto en Segunda División: 13.º
- Máximo goleador: Diego Mayora, 61 goles en 3 temporadas (2013-2015).

## Entrenadores
- Pablo Bossi (2013)
- José Ramírez Cubas (2014) Campeón Copa Perú 2014
- César Tabares (2015)
- Jovino Reátegui (Interino) (2015)
- Javier Arce (2015)
- Jovino Reátegui (2015-2016)
- Cristian Ferlauto (2016)
- Guillermo Esteves (2017)
- Carlos Fernández de Moura / Marcelo Froeder [PF] (2018)
- Carlos Galván (2018)
- Jesús Álvarez Hurtado (2018)
- Aristóteles Ramos Escate (2018-2019)

## Otras disciplinas

### Vóley
El club es uno de los más destacados en el vóley a nivel regional. Desde la temporada 2013-2014 el equipo masculino juega la Liga Nacional de Vóley Masculino tras ganarle en la promoción al club Huaquillay. En 2015 el equipo terminó en cuarto lugar.
El equipo de vóley femenino ganó el cuadrangular final de la Intermedia Nacional disputado en el Olivar de Jesús María el 4 de abril y en el Manuel Bonilla el 5 y 6 de abril de 2014, ante Real Club, Deportivo Alianza y Deportivo Sider Perú, respectivamente. Previamente había ganado también la Intermedia de Provincias realizado en la ciudad de Chimbote en un torneo de cinco equipos. Del 12 al 19 de abril de 2014 disputó su ascenso a la Liga Nacional Superior ante los equipos de Deportivo Sider Perú, Real Club, Divino Maestro, Latino Amisa y Unión Vallejo, ganando el Hexagonal y el ascenso a la Liga Nacional Superior para la temporada 2014-2015 donde terminó en el puesto once. Sus figuras más representativas fueron Josefa Zegarra (), Zendy Meléndez y Zully Barrantes.
En la temporada 2015-2016 el equipo  femenino sumó dos walkover y fue descalificado del torneo. En los años siguientes participó en la Liga Distrital de Vóleibol de Calleria hasta su desafiliación en 2023.

## Palmarés

### Torneos nacionales
| Competición nacional | Títulos | Subcampeonatos |
| -------------------- | ------- | -------------- |
| Copa Perú (1/0)      | 2014.   |                |

### Torneos regionales
| / Competición regional                    | Títulos                 | Subcampeonatos    |
| ----------------------------------------- | ----------------------- | ----------------- |
| Etapa Regional - Región III (2/0)         | 2013, 2014.             |                   |
| Liga Departamental de Ucayali (3/0)       | 2006, 2013, 2014.       |                   |
| Liga Departamental de Loreto (1/3)        | 1973.                   | 1974, 1975, 1978. |
| Liga Provincial de Coronel Portillo (4/2) | 1955, 1973, 1974, 2014. | 2012, 2013.       |
| Liga Distrital de Callería (1/1)          | 2012.                   | 2013.             |